# Jevgenij Gorstkov
Jevgenij Nikolajevič Gorstkov (26. května 1950 Orsk, Sovětský svaz – 12. září 2020 Moskva Zelenograd) byl sovětský a ruský rohovník/boxer.

## Sportovní kariéra
Boxovat začal v 17 letech v rodném Orsku, když se přestal prosazovat v ledním hokeji. V sovětské reprezentaci se objevoval od roku 1974 po přestupu do Moskvy do klubu Zenit, kde se připravoval pod vedením Jurije Bražnikova. Pozici reprezentační jedničky v těžké váze se mu však nedařilo obhajovat kvůli nestabilní výkonnosti. V roce 1976 dostal v nominaci na olympijské hry v Montréalu přednost Viktor Ivanov. V roce 1980 nominaci na olympijské hry v Moskvě nezískal na úkor Davita Kvačadzeho. Sportovní kariéru ukončil v roce 1981. Žil v Moskvě, kde se věnoval trenérské a rozhodcovské práci.

## Výsledky
| Turnaj             | 1974       | 1975       | 1976       | 1977       | 1978       | 1979       |
| Turnaj             | 24         | 25         | 26         | 27         | 28         | 29         |
| Turnaj             | těžká váha | těžká váha | těžká váha | těžká váha | těžká váha | těžká váha |
| ------------------ | ---------- | ---------- | ---------- | ---------- | ---------- | ---------- |
| Olympijské hry     |            |            | —          |            |            |            |
| Mistrovství světa  | úč.        |            |            |            | —          |            |
| Mistrovství Evropy |            | —          |            | 1.         |            | 1.         |